# Diel Spring
Diel Spring (ur. 26 grudnia 2000 w Chateaubelair lub Kingstown) – piłkarz z Saint Vincent i Grenadyn występujący na pozycji pomocnika, reprezentant kraju, w trakcie swojej kariery występował w North Leeward Predators, Wiśle Sandomierz i Podlasiu Biała Podlaska.

## Życiorys
Pochodzi z Chateaubelair. Jego matka jest szefem kuchni, a ojciec pracownikiem budowlanym, podczas gdy dziadkowie byli rolnikami. W 2015 doprowadził St Martin's Secondary School do tytułu mistrza dywizji juniorów w zawodach piłkarskich szkół średnich, zdobywając bramkę w finale. W następnym roku został najlepszym pomocnikiem dywizji Barrouallie Football League poniżej 17 roku życia, jako zawodnik młodzieżowego North Leeward Predators.
W 2017 roku zadebiutował w jej seniorskim zespole. W swoim pierwszym sezonie wraz z klubem wywalczył awans do SVGFF Premier Division i został nominowany do nagrody młodego piłkarza roku. 8 września 2018 roku zadebiutował w reprezentacji w przegranym 0:2 spotkaniu z Nikaraguą. W sezonie 2018/2019 zdobył wicemistrzostwo kraju, a sezon później zajął wraz z klubem trzecie miejsce w lidze. W 2019 roku był członkiem reprezentacji, która wygrała Windward Islands Tournament.
W 2020 roku podpisał kontrakt z Wisłą Sandomierz, w 2021 przeszedł do Podlasia Biała Podlaska, by w rundzie wiosennej sezonu 2022/2023 powrócić do North Leeward Predators.

## Statystyki ligowe
Opracowano na podstawie materiału źródłowego.
| Sezon     | Klub                    | Liga     | Mecze | Gole |
| --------- | ----------------------- | -------- | ----- | ---- |
| 2020/2021 | Wisła Sandomierz        | III liga | 11    | 0    |
| 2021/2022 | Podlasie Biała Podlaska | III liga | 20    | 1    |
| 2022/2023 | Podlasie Biała Podlaska | III liga | 11    | 1    |